# Daniel Jobst Müller
Daniel Jobst Müller (* 22. März 1965 in Bad Wimpfen, Deutschland) ist ein deutscher Biophysiker und seit 2010 Professor der Biophysik an der ETH Zürich.

## Leben
Müller studierte von 1986 bis 1993 an der Technischen Universität Berlin Physik und war von 1989 bis 1990 Gaststudent am Weizmann Institute of Science in Israel. Er wurde 1994 Forschungsstipendiat im Fach Biophysik am Biozentrum der Universität Basel und beendete seine Promotion 1997.
Von 1997 bis 2000 arbeitete Daniel Müller als wissenschaftlicher Mitarbeiter am Biozentrum Basel, wo er 2000 im Fach Biophysik habilitierte. Von 2000 an war Müller als wissenschaftlicher Gruppenleiter in Biophysik am Max-Planck-Institut für molekulare Zellbiologie und Genetik tätig. Mit der Fertigstellung (Neubau) des Max-Planck-Institutes zog Müller 2001 nach Dresden. Im Jahr 2002 übernahm Daniel Müller die Professur für Zelluläre Maschinen an der Technische Universität Dresden. Es erfolgte der Aufbau des Biotechnologischen Zentrums an der TU Dresden, in welches Daniel Müller 2004 mit seiner wissenschaftlichen Arbeitsgruppe einzog. Im Jahr 2004 hat Müller zusammen mit Hans-Georg Wegner, Joachim Kuss, und anderen den Verein Zukunft Heute e.V. gegründet, welcher in den Jahren 2004 und 2010 jeweils einmal im Jahr an der Semperoper in Dresden verschiedene wissenschaftliche Themen im Zusammenspiel mit Kunst und Gesellschaft aufgeführt hat. Von 2006 bis 2008 war Müller wissenschaftlicher Direktor des Biotechnologischen Zentrums. Im Jahr 2006 war Müller co-Gründer der Firma nAmbition, welches nanotechnologische Roboter zur Analyse einzelner Biomoleküle entwickelte. Die Firma wurde im Jahr 2008 verkauft an die Firma JPK Instruments (heute Bruker). Im Jahr 2008 hat Müller zusammen Christoph Neinhuis und Carsten Werner, das Konzept des B CUBE – Center for Molecular Bioengineering entwickelt, welches vom Bundesministerium für Bildung und Forschung (BMBF) als Innovationszentrum gefördert wurde.
Im April 2010 übernahm Müller die Professur für Biophysik im Departement für Biosystems Science and Engineering an der ETH Zürich. 2014 hat Müller als Co-Direktor mit Wolfgang Meier das Nationale Competenz Centrum in Research (NCCR) Molecular Systems Engineering in der Schweiz initiiert, welches er seitdem führt. 2016 wurde Müller als Mitglied in die European Molecular Biology Organization gewählt.
Im Jahr 2017 hat Müller zusammen in einem Team mit Urs Frey das Konzept für das Basel Research Centre für Child Health (BRCCH) entwickelt, welches seit 2018 von der Botnar Stiftung co-finanziert und von der Universität Basel und der ETH Zürich in Basel betrieben wird. Im Jahr 2019 wurde Daniel Müller mit der Marsilius Medaille der Universität Heidelberg ausgezeichnet. 2020 wurde Daniel Müller als wissenschaftliches Mitglied des Max-Planck-Institutes für medizinische Forschung in Heidelberg und der Max-Planck-Gesellschaft gewählt. Von 2019 bis 2024 stand Müller dem Departement für Biosystems Science and Engineering der ETH Zürich zuerst als stellvertretender Vorsteher und später als Vorsteher vor.
Für 2023 wurde Müller mit dem deutschen Forschungspreis ausgezeichnet und als Humboldt-Professor ausgewählt. Im gleichen Jahr 2023 wurde Müller eine Honorarprofessur der Universität Heidelberg verliehen. 2024 wurde Müller als Co-Direktor des Basel Research Centre für Child Health berufen.

## Werke (Auswahl)
- 1999: Electrostatically balanced subnanometer imaging of biological specimens by atomic force microscope, Biophysical Journal 76, 1101-1111
- 2000: Proton-powered turbine of a plant motor, Nature 405, 418–419
- 2000: Observing proteins at work with the atomic force microscope, Nature Structural Biology 7, 715–718
- 2000: Unfolding pathways of individual bacteriorhodopsins, Science 288, 143-146
- 2002: Conformational changes in surface structures of isolated Connexin 26 gap junctions, EMBO Journal 21, 3598–3607
- 2008: Atomic force microscopy as a multifunctional molecular toolbox in nanobiotechnology, Nature Nanotechnology 3, 261–269
- 2009: Force probing surfaces of living cells to molecular resolution, Nature Chemical Biology 5, 383-390
- 2011: Hydrostatic pressure and the actomyosin cortex drive mitotic cell rounding, Nature 469, 226–230
- 2011: Five challenges to bringing single-molecule force spectroscopy into living cells, Nature Methods 8, 123-127
- 2012: Cholesterol increases kinetic, energetic, and mechanical stability of the human β2-adrenergic receptor, Proceedings of the National Academy of Sciences 109, E3463-E3472
- 2013: The fuzzy coat of pathological human Tau fibrils is a two-layered polyelectrolyte brush, Proceedings of the National Academy of Sciences 110, E313-E321
- 2015: Impact of holdase chaperones Skp and SurA on the folding of β-barrel outer-membrane proteins, Nature Structural & Molecular Biology 22, 795-802
- 2015: Cdk1-dependent mitotic enrichment of cortical myosin II promotes cell rounding against confinement, Nature Cell Biology 17, 148-159
- 2016: YidC assists the stepwise and stochastic folding of membrane proteins, Nature Chemical Biology 12, 911-917
- 2016: GSDMD membrane pore formation constitutes the mechanism of pyroptotic cell death, EMBO Journal 35, 1766-1778
- 2017: Imaging modes of atomic force microscopy for application in molecular and cell biology, Nature Nanotechnology 12, 295–307
- 2017: Inertial picobalance reveals fast mass fluctuations in mammalian cells, Nature 550, 500-505
- 2017: Fibronectin-bound α5β1 integrins sense load and signal to reinforce adhesion in less than a second, Nature Materials 16, 1262-1270
- 2017: Atomic force microscopy-based characterization and design of biointerfaces, Nature Reviews Materials 2, 17008
- 2018: Virus stamping for targeted single-cell infection in vitro and in vivo, Nature Biotechnology 36, 81–88
- 2019: Atomic force microscopy-based mechanobiology, Nature Reviews Physics 1, 41-57
- 2020: The nucleus acts as a ruler tailoring cell responses to spatial constraints, Science 370, eaba2894
- 2020: Neurons differentiate magnitude and location of mechanical stimuli, Proceedings of the National Academy of Sciences 117, 848-856
- 2021: Rheology of rounded mammalian cells over continuous high-frequencies, Nature Communications 12, 2922
- 2022: Gasdermin-A3 pore formation propagates along variable pathways, Nature Communications 13, 2609
- 2023: Structural basis of NINJ1-mediated plasma membrane rupture in cell death, Nature 618, 1065–1071
- 2024: Mechanical stimulation and electrophysiological monitoring at sub-cellular resolution reveals differential mechanosensation of neurons within networks, Nature Nanotechnology 19, 825–833